# Union sportive Compiègne Club Oise
 (juillet 2017).
Si vous disposez d'ouvrages ou d'articles de référence ou si vous connaissez des sites web de qualité traitant du thème abordé ici, merci de compléter l'article en donnant les références utiles à sa vérifiabilité et en les liant à la section « Notes et références ».
Maillots
L'Union sportive Compiègne Club Oise est un club de football féminin français basé à Compiègne et fondé en 1988 sous le nom d'Union sportive Chevrières Margny-les-Compiègne. 
Les Compiégnoises atteignent pour la première fois de leur histoire la Division 1 en 2003, après avoir passé plusieurs saisons au sein de la Ligue de Picardie puis de la seconde division. Le club évolue ainsi trois saisons dans l'élite entre 2003 et 2007 entrecoupé d'un rapide passage par la seconde division dont il décroche le titre de champion en 2005.
L'équipe fanion du club, entrainée par Palmira Silva, participe au championnat de seconde division pour la 6e saison consécutive et évolue au stade de Mercières.

## Histoire
Noms précédents du club
- Union sportive Chevrières Margny-les-Compiègne (1988-1989)
- Union sportive Chevrières (1989-1995)
- Union sportive Compiègne Chevrières Oise (1995-2000)

## Palmarès
Le palmarès de l'US Compiègne comporte un championnat de France de seconde division.
Le tableau suivant liste le palmarès du club actualisé à l'issue de la saison 2011-2012 dans les différentes compétitions officielles au niveau national et régional.
| Compétitions nationales                                                                                                | Équipes de jeunes           |
| - Championnat de France de D2 (1) - Champion : 2005. - Vice-champion : 2003. - Challenge de France - Finaliste : 2004. | Votre aide est la bienvenue |

## Bilan saison par saison
Le tableau suivant retrace le parcours du club depuis sa création en 1988 sous la dénomination d'US Chevrières Margny-les-Compiègne, puis d’US Chevrières entre 1989 et 1995, d’US Compiègne Chevrières entre 1995 et 2000, et enfin d’US Compiègne depuis 2000.
| Édition   | Division 1 | Division 2                      | Divisions Régionales            | Coupe de France   |
| 1988-1989 | -          | Championnat inexistant          | …                               | Coupe inexistante |
| 1989-1990 | -          | Championnat inexistant          | …                               | Coupe inexistante |
| 1990-1991 | -          | Championnat inexistant          | …                               | Coupe inexistante |
| 1991-1992 | -          | Championnat inexistant          | 2e (Division d'Honneur)         | Coupe inexistante |
| 1992-1993 | -          | -                               | 1er (Division d'Honneur)        | Coupe inexistante |
| 1993-1994 | -          | -                               | 1er (Championnat Interrégional) | Coupe inexistante |
| 1994-1995 | -          | 5e                              | -                               | Coupe inexistante |
| 1995-1996 | -          | 5e                              | -                               | Coupe inexistante |
| 1996-1997 | -          | 4e                              | -                               | Coupe inexistante |
| 1997-1998 | -          | 8e                              | -                               | Coupe inexistante |
| 1998-1999 | -          | 5e                              | -                               | Coupe inexistante |
| 1999-2000 | -          | 4e                              | -                               | Coupe inexistante |
| 2000-2001 | -          | 2e (Gr. A)                      | -                               | Coupe inexistante |
| 2001-2002 | -          | 4e (Gr. A)                      | -                               | 8e de finale      |
| 2002-2003 | -          | 2e (Gr. A) 2e (Tournoi Final)   | -                               | non connu         |
| 2003-2004 | 12e        | -                               | -                               | Finaliste         |
| 2004-2005 | -          | 1er (Gr. B) 1er (Tournoi Final) | -                               | non connu         |
| 2005-2006 | 9e         | -                               | -                               | 8e de finale      |
| 2006-2007 | 11e        | -                               | -                               | 1/4 de finale     |
| 2007-2008 | -          | 6e (Gr. A)                      | -                               | 8e de finale      |
| 2008-2009 | -          | 9e (Gr. B)                      | -                               | 16e de finale     |
| 2009-2010 | -          | 9e (Gr. B)                      | -                               | 2e Tour Fédéral   |
| 2010-2011 | -          | 7e (Gr. A)                      | -                               | 8e de finale      |
| 2011-2012 | -          | 4e (Gr. A)                      | -                               | 1/4 de finale     |
| 2012-2013 | -          | 2e (Gr. A)                      | -                               | 8e de finale      |

## Joueuse emblématique
- Gaëtane Thiney